# Ringer-Weltmeisterschaften 1977
Die Ringer-Weltmeisterschaften 1977 fanden nach Stilart getrennt an unterschiedlichen Orten statt. Dabei wurden die Ringer in jeweils zehn Gewichtsklassen unterteilt.

## Griechisch-römisch
Die Wettkämpfe im griechisch-römischen Stil fanden vom 14. bis zum 17. Oktober 1977 in Göteborg statt.

### Medaillengewinner
| Klasse  | Gold                   | Silber                  | Bronze            |
| ------- | ---------------------- | ----------------------- | ----------------- |
| -48 kg  | Alexei Schumakow       | Salih Bora              | Todor Gentschew   |
| -52 kg  | Nicu Gângă             | Kamil Fatkulin          | Morad Ali Shirani |
| -57 kg  | Pertti Ukkola          | Farchat Mustafin        | Ivan Frgić        |
| -62 kg  | László Réczi           | Kazimierz Lipień        | Ion Păun          |
| -68 kg  | Heinz-Helmut Wehling   | Lars-Erik Skiöld        | Nikolai Dimow     |
| -74 kg  | Vítězslav Mácha        | Janko Schopow           | Ferenc Kocsis     |
| -82 kg  | Wladimir Tscheboksarow | Ion Draica              | Momir Petković    |
| -90 kg  | Frank Andersson        | Petre Dicu              | Stojan Nikolow    |
| -100 kg | Nikolai Balboschin     | Refik Memišević         | Georgi Rajkow     |
| +100 kg | Nikola Dinew           | Oleksandr Koltschynskyj | Arne Robertsson   |

### Medaillenspiegel
| Rang | Land                            | Gold | Silber | Bronze |
| ---- | ------------------------------- | ---- | ------ | ------ |
| 1    | Sowjetunion                     | 3    | 3      | 0      |
| 2    | Rumänien                        | 1    | 2      | 1      |
| 3    | Bulgarien                       | 1    | 1      | 4      |
| 4    | Schweden                        | 1    | 1      | 1      |
| 5    | Ungarn                          | 1    | 0      | 1      |
| 6    | Deutsche Demokratische Republik | 1    | 0      | 0      |
|      | Finnland                        | 1    | 0      | 0      |
|      | Tschechoslowakei                | 1    | 0      | 0      |
| 9    | Jugoslawien                     | 0    | 1      | 2      |
| 10   | Polen                           | 0    | 1      | 0      |
|      | Türkei                          | 0    | 1      | 0      |
| 12   | Iran                            | 0    | 0      | 1      |

## Freistil
Die Wettkämpfe im freien Stil fanden vom 20. bis zum 23. Oktober 1977 in Lausanne statt.

### Medaillengewinner
| Klasse  | Gold                 | Silber           | Bronze           |
| ------- | -------------------- | ---------------- | ---------------- |
| -48 kg  | Anatoli Beloglasow   | Nobuo Fujisawa   | Kim Hwa-kyung    |
| -52 kg  | Yūji Takada          | Władysław Stecyk | Hartmut Reich    |
| -57 kg  | Tadashi Sasaki       | Wiktor Alexejew  | Jack Reinwand    |
| -62 kg  | Wladimir Jumin       | James Humphrey   | Micho Dukow      |
| -68 kg  | Pawel Pinigin        | Šaban Sejdi      | Dsewegiin Oidow  |
| -74 kg  | Stanley Dziedzic     | Mansour Barzegar | Alexandar Nanew  |
| -82 kg  | Adolf Seger          | Magomed Arasilow | István Kovács    |
| -90 kg  | Anatoli Prokoptschuk | Uwe Neupert      | Schukri Ljutwiew |
| -100 kg | Aslanbek Bissultanow | Harald Büttner   | Vasile Pușcașu   |
| +100 kg | Soslan Andijew       | Marin Gertschew  | József Balla     |

### Medaillenspiegel
| Rang | Land                            | Gold | Silber | Bronze |
| ---- | ------------------------------- | ---- | ------ | ------ |
| 1    | Sowjetunion                     | 6    | 2      | 0      |
| 2    | Japan                           | 2    | 1      | 0      |
| 3    | Vereinigte Staaten              | 1    | 1      | 1      |
| 4    | BR Deutschland                  | 1    | 0      | 0      |
| 5    | Deutsche Demokratische Republik | 0    | 2      | 1      |
| 6    | Bulgarien                       | 0    | 1      | 3      |
| 7    | Iran                            | 0    | 1      | 0      |
|      | Jugoslawien                     | 0    | 1      | 0      |
|      | Polen                           | 0    | 1      | 0      |
| 10   | Ungarn                          | 0    | 0      | 2      |
| 11   | Mongolei                        | 0    | 0      | 1      |
|      | Rumänien                        | 0    | 0      | 1      |
|      | Südkorea                        | 0    | 0      | 1      |